# José Mercado Luna
José Mercado Luna (* 6. August 1928 in Atemajac de Brizuela, Jalisco; † 18. Mai 2017), auch bekannt unter dem Spitznamen Chivo, war ein mexikanischer Fußballspieler auf der Position eines Stürmers.

## Laufbahn
José „Chivo“ Mercado stand von mindestens 1948 bis mindestens 1954 bei Atlas Guadalajara unter Vertrag, mit dem er 1950 den mexikanischen Pokalwettbewerb und den Supercup sowie in der darauffolgenden Saison 1950/51 zum bisher einzigen Mal in der Vereinsgeschichte der Rojinegros den Meistertitel in der höchsten mexikanischen Spielklasse gewann.
Der aus dem Nachwuchs von Atlas Guadalajara stammende Mercado wurde bereits 1948 in die mexikanische Fußballnationalmannschaft berufen, für die er beim Fußballturnier der Olympischen Spiele von 1948 zum Einsatz kam.
Seine ersten Treffer für die erste Mannschaft von Atlas erzielte „Chivo“ in der ersten Pokalrunde der Saison 1948/49 ausgerechnet in einem Clásico Tapatío gegen den Stadtrivalen Chivas, in dem ihm sowohl das frühe Führungstor zum 1:0 (13. Minute) als auch der Treffer zum 3:0-Endstand (80. Minute) gelang.
Im Pokalwettbewerb der folgenden Saison 1949/50 hatte er maßgeblichen Anteil am späteren Turniersieg seiner Mannschaft. So erzielte er in der dritten Runde zwei Tore zum 4:3-Sieg seiner Mannschaft gegen den Real Club España, wobei ihm zweimal der jeweils wichtige Ausgleichstreffer zum 1:1 und 3:3 gelungen war. Ohne diese beiden Treffer hätte der Club Atlas die Verlängerung nicht erreicht, die die Rojinegros dann durch einen Treffer von Edwin Cubero zu ihren Gunsten entschieden. Im Finale gegen den aktuellen Meister CD Veracruz erzielte „Chivo“ Mercado die Treffer zum 1:0 und 2:0 (Endstand 3:1).
Auf dem Weg zum Meistertitel der Saison 1950/51 ärgerte „Chivo“ noch einmal den Stadtrivalen Chivas, gegen den er beim 4:0-Sieg am 26. November 1950 den einzigen „Dreierpack“ seiner Laufbahn als Profispieler erzielte.

## Erfolge
- Mexikanischer Meister: 1951
- Mexikanischer Pokalsieger: 1950
- Mexikanischer Supercup: 1950